# Altes Gebäu (Chur)

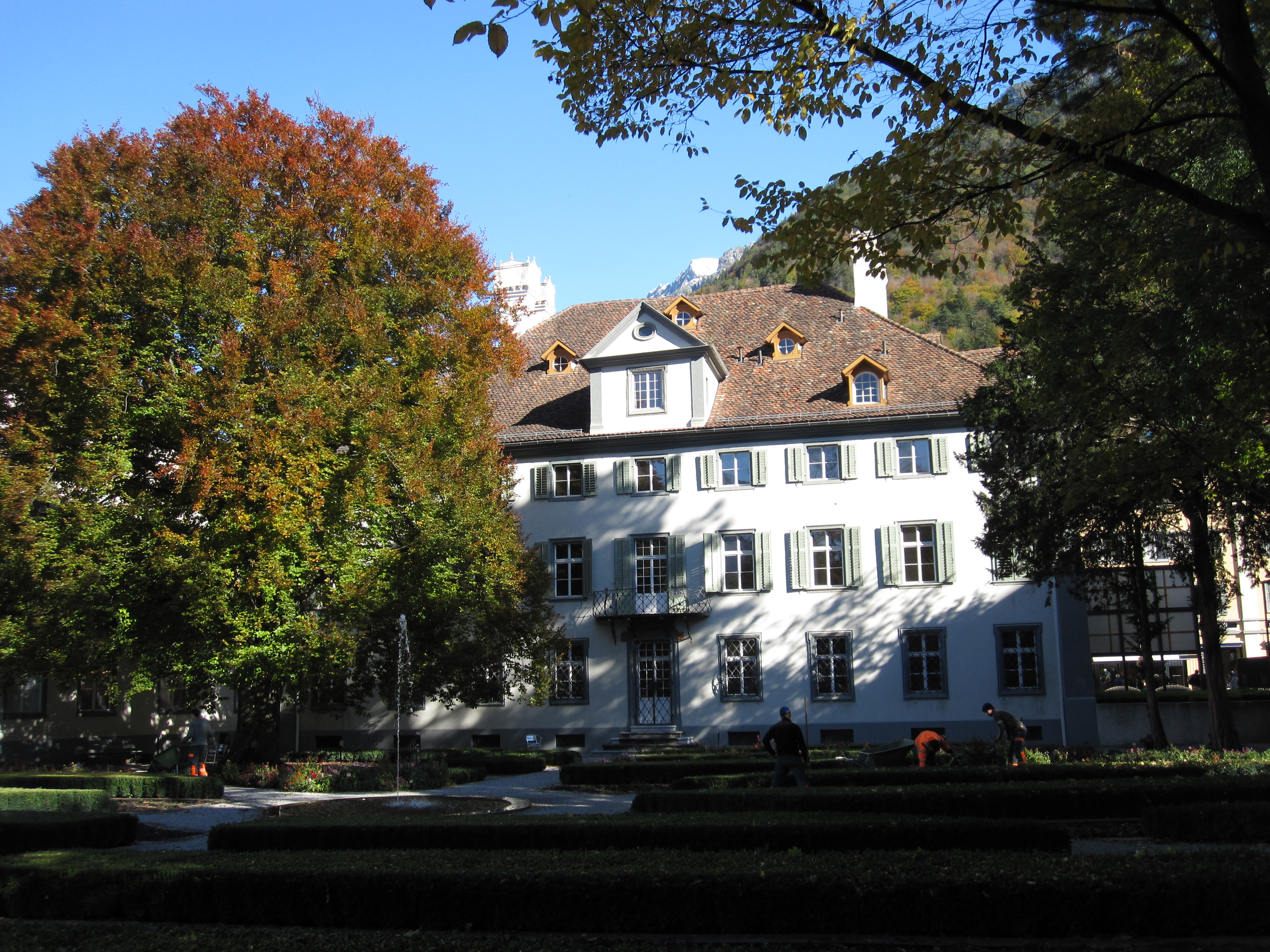
Altes Gebäu, vom Fontanapark aus gesehen

Das Alte Gebäu ist ein Bau in der Bündner Kantonshauptstadt Chur im Nordwesten der Altstadt.

## Geschichte
Errichtet als Patrizierhaus im Auftrag des Envoyé Peter von Salis-Soglio (meist Peter von Salis genannt), dient das Gebäude heute als Sitz des Kantonsgerichts und des Bezirksgerichts von Plessur.
Der Architekt war David Morf, welcher den Auftrag die Bauarbeiten vom Sommer 1727 bis im September 1730 beaufsichtigte. Die Baujahre werden unterschiedlich angegeben und betragen je nach Quelle zwischen 1727 und 1729, 1730. oder 1731 Es kann davon ausgegangen werden, dass zumindest der Hauptbau bei Abreise des Architekten fertig war, denn vor dem Juli 1727 erhielt er ein Honorar für Planzeichnungen. Neben David Morf tauchen in den Rechnungsbüchern auch noch Albert Willi (Villi) und ein Hartmann à Plata als Baumeister auf. Das Gebäude steht im Eigentum der Graubündner Kantonalbank.
Der Bauherr liess sich im Jahr 1729 in Chur einbürgern, im selben Jahr verstarb sein Schwiegervater Hercules von Salis-Soglio, der damals zu den reichsten Bürger Graubündens zählte. Zuvor war er in jungen Jahren Offizier in Frankreich und danach Gesandter in Holland und England, was ihm den Titel Envoyé einbrachte. Peter von Salis brachte nicht nur die hohe Einkaufsumme von 18'000 Gulden für das Bürgerrecht, sondern auch die rund 15'000 Gulden für den Hausbau auf. Sein damaliges Vermögen wird auf eine Million Gulden geschätzt.

## Lage und Vorgängerbau
Das Gebäude wurde im wenig überbauten Umland des ehemaligen Dominikanerklosters St. Nicolai erstellt. Trotzdem mussten ganze Baugruppen abgebrochen werden. Das bekannteste Gebäude auf dem Baugrundstück war das seit dem Spätmittelalter und bis ins 17. Jahrhundert hinein bestehende Gastlokal «Staubiger Hut» oder «Zum Staubigen Hüetli», das durch die Ermordung des Jörg Jenatsch Berühmtheit erlangte.
Das Gebäude wurde damals an einer Nebenstrasse erbaut, durch die zu der Zeit des Baus noch der offene Untertorer Mühlbach führte. Heute ist dieser Bach zugedeckt und die Poststrasse gilt als einer der Hauptachsen der Stadt.

## Bauwerk und Ausstattung
Das barocke Haus ist reich an Stuckaturen und Malereien. Typisch für einen Churer Altstadtbau sind die Rahmungen der Fenster, die aus graufarbenem Scalära-Stein gefertigt sind.
Ursprünglich gehörte der anliegende Fontanapark, der ebenfalls im Auftrag von Peter von Salis konzipiert worden war, zum Gebäude hinzu. Das ganze Grundstück war damals von einer Mauer umgeben.
Für die Gemälde wurde durch Vermittlung von Domenico Giuseppe Lavizzari der bedeutende Veltliner Maler Pietro Ligari gewonnen. Dieser weilte jeweils im Sommer und Herbst von 1728 bis 1731 in Chur. Neben den Deckengemälden schuf er auch einige Leinwandwerke für das Gebäude.
Als Stuckateure werden mehrere Namen genannt, andererseits findet sich auch die Angabe «fünf Stuckateure». Namentlich als Stuckateure erwähnt werden ein Francesco Solari, ein Johannes Streit (ev. Streich) und ein Johannes Schmid («Johanes Smit»). Als Vergolder findet sich Bartrolome, Galett (ggf. eine Person namens Bartrolome Galett) und Francesco Gualtieri mit Gehilfe. Die Stuckaturen sind stilistisch dem Régence zuzuschreiben. Im Erdgeschoss sind sechs Räume mit Stuckaturen versehen im Obergeschoss fast alle. Die plastischsten Stuckaturen findet man aber im Treppenhaus.
Erwähnenswert ist auch das sogenannte Chinesische Zimmer. Dessen in den grossen Täferfüllungen angebrachten bemalten Tapeten sind von einem unbekannten Künstler geschaffen worden, welcher sich bei der Motivwahl an der chinesischen Kunst orientierte. Die kleineren Füllungen sind mit figürlichen Papierapplikationen beklebt worden.
Von 2009 bis 2012 wurde das Bauwerk vom Emser Architekten Rudolf Fontana restauriert und umgebaut und von Javier Miguel Verme fotografiert.

## Neues Gebäu
Als «Neues Gebäu» wird das Graue Haus am Regierungsplatz bezeichnet.

## Galerie

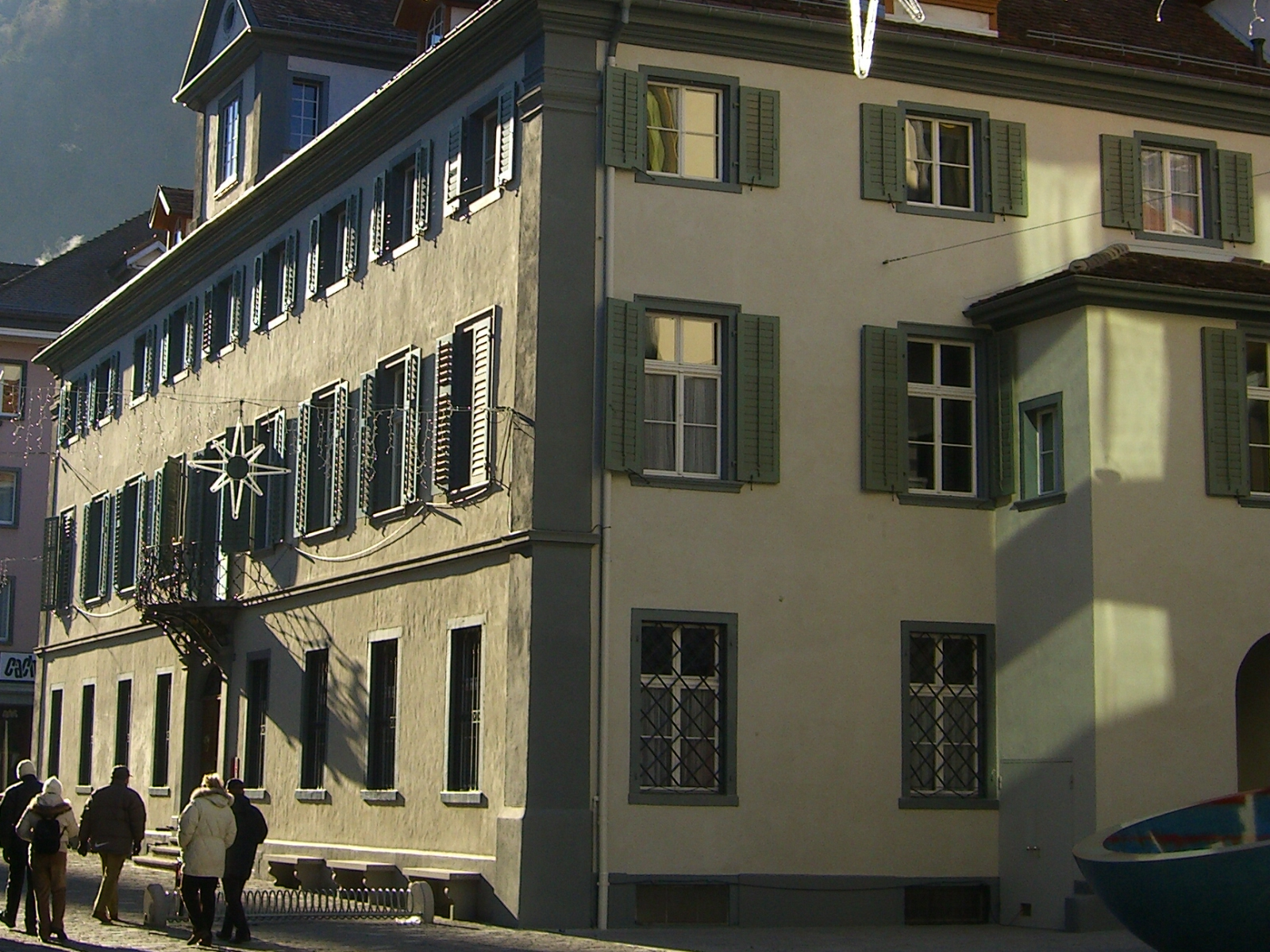
Kantonsgericht Graubünden im Alten Gebäu, von der Poststrasse aus gesehen
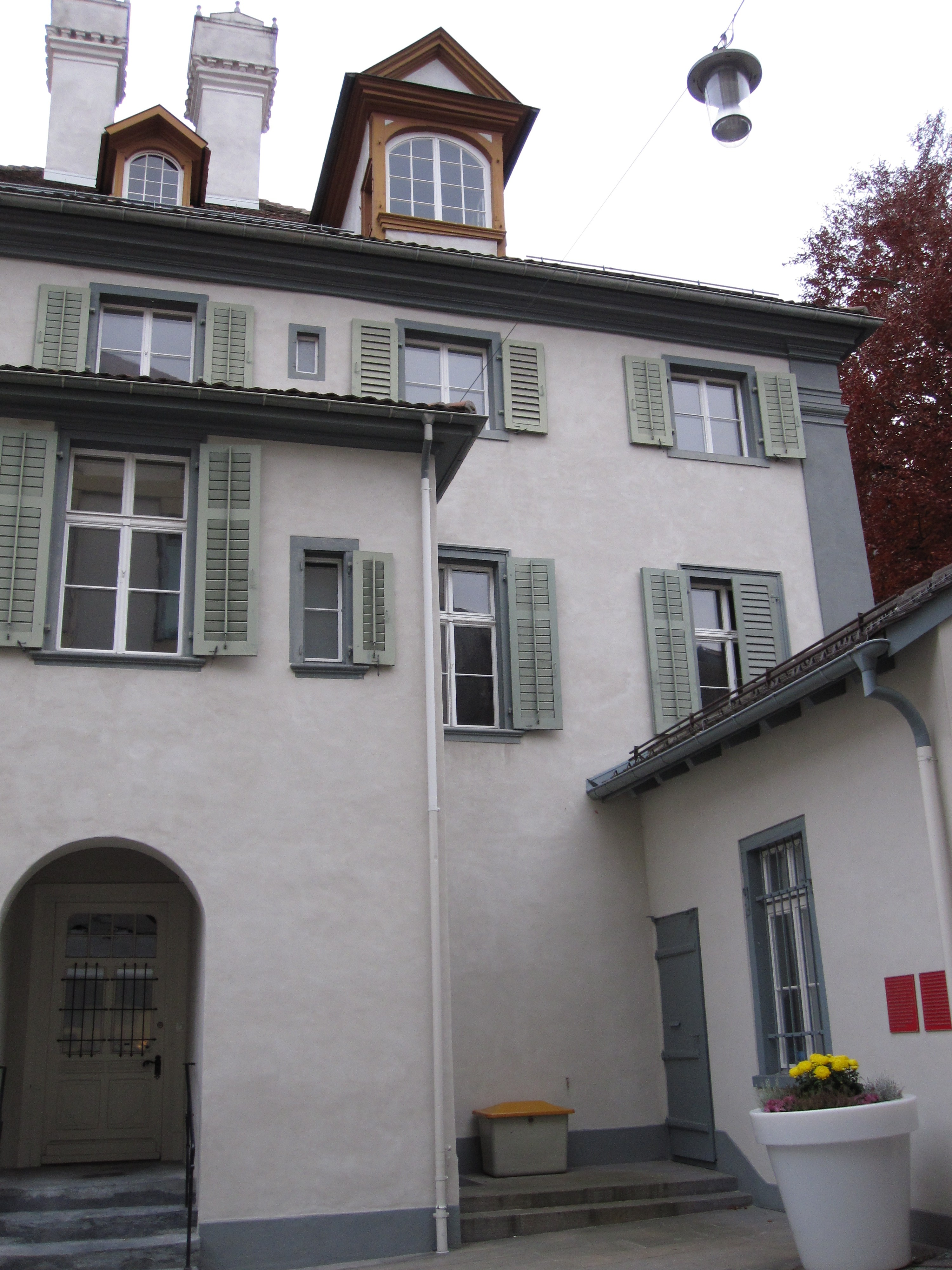
Ehemaliges Gastlokal «Staubiges Hüetli», Ort der Ermordung des Jörg Jenatsch